# Королева баскетбола
«Короле́ва баскетбо́ла» (англ. The Queen of Basketball) — короткометражный документальный фильм 2021 года режиссёра Бена Праудфута, посвящённый спортсменке Люсии Харрис — единственной женщине, выбранной на драфте НБА. В нём Харрис вспоминает то время, когда она была звездой студенческого баскетбола. В составе команды Delta State University она выиграла три национальных чемпионата, а в составе национальной сборной США — серебряную медаль на летних Олимпийских играх 1976 года. Спортивная карьера Харрис окончилась вместе с учёбой, позже Харрис стала главным тренером женской команды Delta State University.
В марте 2022 года «Королева баскетбола» получила премию «Оскар» в номинации «Лучший документальный короткометражный фильм». Кроме того, она была удостоена премии «Выбор критиков», номинации на премию кинофестиваля в Нэшвилле.